# Madâin Sâlih
Pour les articles homonymes, voir Sâlih.
Mada’in Saleh (en arabe : مدائن صالح, Madā’in Ṣāliḥ) est un lieu situé dans le nord-ouest de l'Arabie saoudite, à 20 km au nord de l'oasis d'al-ʿUlā. On y trouve les vestiges de la cité nabatéenne d'Hégra (ou Al-Hijr) sur plus de 1000 hectares (3 km2) de désert. Son nom provient d'un personnage du Coran nommé Sâlih.
Le site est occupé depuis le Néolithique, mais c'est durant l'Antiquité que l'oasis située sur la piste caravanière reliant Pétra au Hedjaz connait son apogée. Cela se traduit par le contrôle du site par les Nabatéens qui, s'inspirant de Pétra, y construisent 138 tombeaux rupestres monumentaux. Les méthodes de construction sont identiques, les bâtisseurs commençant par le haut des façades, détruisant après chaque étape de la construction la plateforme taillée à même le grès qu'ils utilisaient pour atteindre ces hauteurs. Après l'intégration de la Nabatène à l'empire romain au début du IIe siècle, ce dernier exerce un contrôle sur la route caravanière, mais ce sont ensuite les populations arabes qui prennent le relais. Ces derniers empruntent l'écriture nabatéenne pour créer la leur, d'où naît l'écriture arabe. La population locale ayant besoin de protection migre vers Al-'Ula, mieux protégée, et le site de Hégra perd son importance. Pendant la période musulmane, il devient une simple étape du pèlerinage à la Mecque. La ville est redécouverte par les européens à la fin du XIXe siècle.
Surnommé la seconde Pétra au vu de la richesse de ses tombeaux taillés dans la roche, le site antique est reconnu par l'Unesco en 2008 sous le nom de site archéologique de Al-Hijr. Il devient le premier site d'Arabie saoudite à être inscrit sur la liste du patrimoine mondial. Dès lors, le tourisme se développe et le gouvernement cherche à améliorer l'attractivité du site, ainsi que des oasis alentour, pour en faire un site touristique de premier plan.

## Géographie
Mada’in Saleh est situé à une vingtaine de kilomètres de l'oasis d'al-ʿUlā, à 400 km au nord-ouest de Médine et au carrefour entre la péninsule Arabique, la Syrie, la Jordanie et la Mésopotamie.

### Situation
Situé au cœur du Hedjaz, Mada’in Saleh s'étend au pied du massif Harrat 'Uwayrid qui culmine à 1 840 mètres. Le site s’inscrit dans une plaine qui mesure 23 km du nord au sud et 15 km d'est en ouest. Bordée à l'ouest par le Harrat 'Uwayrid et par des massifs moins élevés au nord, à l'est et au sud, la plaine est traversée par un oued. Des buttes de grès plus ou moins distantes les unes des autres constituent la roche dans laquelle sont creusés les tombeaux rupestres monumentaux .

### Géologie
Les formations de grès dans lesquels les tombes sont taillées datent du Cambrien. Depuis leur formation, la tectonique a modifié la morphologie du site, avec l'ouverture de la mer Rouge il y a 30 millions d'années. Ainsi, un réseau de diaclases se crée au sein des grès. À la fin du Miocène, l'érosion joue un rôle et le plateau de grès se disloque en plusieurs morceaux, dont seuls les plus résistants subsistent. Cela aboutit à la formation des buttes et des collines actuelles. Enfin, le Harrat 'Uwayrid, protégé par la couche de lave formée par l’activité volcanique au cours du Cénozoïque, s'est peu érodé par rapport au reste de la région.

### Climat
Le climat de Mada’in Saleh est aride, sinon hyperaride, les conditions climatiques actuelles étant à peu près les mêmes qu'à l'époque antique.
Les précipitations varient de 2 à 100 mm par an en moyenne. Les épisodes pluvieux sont rares, environ trois à quatre par an, mais ils peuvent être très violents et entraîner des inondations et des crues.
La température moyenne annuelle est de 22 °C, avec une moyenne hivernale de 12 °C et une moyenne estivale de 30 °C. Les pointes de température peuvent atteindre 0 °C en hiver et 45 °C en été. En mars, les premières grosses chaleurs s'accompagnent d'une prolifération de mouches. Des épisodes de vents violents, notamment d'un vent de sable chaud, le khamsin, surviennent au printemps ou au début de l'été.

### Hydrologie et agriculture
Comme dans tout désert, les précipitations annuelles sont faibles. Les ressources en eau ne proviennent pas des pluies, mais d'une nappe phréatique fossile générée par les écoulements souterrains depuis le Harrat 'Uwayrid. Ce massif marqué par de nombreuses incisions ouest-est fait converger les eaux vers la plaine de Madâ'in Sâlih. C'est cette nappe qui a permis le développement du site urbain dans la région. Le prélèvement abondant et régulier de l'eau a permis de faire vivre les hommes depuis l'Antiquité. Cependant, l'introduction des pompes mécaniques a fait baisser le niveau de la nappe depuis les années 1970. Seuls 10 à 20 mm d'eau provenant du Harrat 'Uwayrid arrivent annuellement dans la nappe, ce qui permettait de garantir un niveau constant de la nappe qui s'est formée entre −10 000 à −7 000 ans avant J.-C..
Au temps des Nabatéens, 130 puits ont été creusés dans les parties nord et nord-ouest du site. La géologie a permis la réalisation de puits de 7 mètres de diamètre pour une profondeur allant jusqu'à 17 mètres. Ces puits servent à l'irrigation et au développement de l'agriculture sur environ 400 hectares d'après les dernières recherches scientifiques. De plus, avec une concentration de chlorure de sodium dans le sol de 0,6 à 1%, seuls le palmier dattier, l'orge et les légumineuses peuvent être cultivés .

### Faune et végétation
La région de Mada’in Saleh se situe dans le domaine phytogéographique saharo-arabique, ou saharo-indien, car il couvre les régions désertiques comprises entre le Sahara et le sud du Pakistan. La flore la plus représentée dans la région est l'arbuste de la famille des amaranthacées, comme le Haloxylon salicornicum, un buisson ramifié presque sans feuilles d'environ 60 cm de hauteur et appelé "rimth" en arabe. D'autres arbustes et buissons sont présents, comme le pommier de Sodome ou l'épine du désert, de même qu'un grand nombre d'herbacées comme le pourpier, la luzerne sauvage, la mauve et l'anthémis, qui se développent annuellement à la faveur des pluies rares. Concernant les arbres, les acacias sont les plus présents. Le tamaris a été introduit pour réaliser des haies autour des zones cultivées et créer un écran contre le vent.
Les recherches archéologiques permettent de connaitre la faune présente durant l'Antiquité. L'alimentation principale de la population était constituée de moutons et de chèvres, mais aussi de poissons (poissons perroquets et mérous) et d'oiseaux (autruches et poulets). La présence de dromadaires (nourriture des soldats romains) et d'équidés est également attestée. Les coquillages servent à fabriquer des pendentifs. Aujourd'hui, les animaux sauvages que l'on trouve dans la région sont le renard roux, le lièvre du Cap et le hérisson du désert. Chez les rongeurs, la présence de gerbilles, de souris épineuses et de rats des sables est aussi attestée. Les souris grises et les rats liés à la présence humaine sont aussi présents. Quant aux oiseaux, vautours fauves, aigles impériaux, faucons crécerelles, hirondelles du désert, guêpiers d'Orient, bulbuls d'Arabie ainsi que des corvidés, tourterelles, pigeons, pies-grièches peuplent le site. Le soir, on peut apercevoir des chauves-souris. Enfin, serpents, lézards et agames sont observables dans la cité.

## Histoire

### Néolithique
La présence humaine sur le site de Madâin Sâlih remonte à l'âge du bronze ancien. Il n'y a pas de trace d'occupation sédentaire, mais des tombes à cairn sont présentes. Il en existe quatre types. Ces dernières sont très répandues au Proche-Orient, mais difficiles à dater car pillées au fil du temps et peu de matériel archéologique est arrivé jusqu'à notre époque. Elles permettent néanmoins de dater la présence humaine d'entre le IVe et le IIIe millénaires av. J.-C. Une tombe typique est composée de deux éléments : une ou plusieurs structures formées de deux parements parallèles maçonnés, au centre desquels sont aménagés deux ou trois compartiments pouvant atteindre 2 m de long, et une tombe en forme de tour.
Des restes humains datés de la fin du IIIe millénaire av. J.-C. ont été trouvés dans un des compartiments d'une tombe située au sud-ouest du site de fouille, ainsi que quatre-vingt-deux perles en coquillages composant un ou plusieurs bracelets. Près de Tayma, à 115 km au nord-est de Madâin Sâlih, se trouvent d'autres tombes. Il peut s'agir d'une tradition funéraire propre à l’Arabie du Nord-Ouest.

### Antiquité

#### Période lihyanite
Le site commence à être occupé de manière permanente à partir de la période lihyanite, entre le VIe et le IVe siècle av. J.-C. Cette occupation est confirmée par la présence d'inscriptions en caractères dadanites et araméens, mais aussi par la présence de graines, de charbon de bois et de céramiques dans la zone de fouille de la zone résidentielle.

#### Période pré-nabatéenne
Avant l'arrivée des Nabatéens, la science ne permet pas de savoir si la population locale reste sous influence lihyanite ou bien d'une autre civilisation (d'une tribu d'Arabie du Nord ou des Minéens). Cela est dû au fait que le site se trouve sur la route terrestre de l'encens. Ainsi, les échanges commerciaux entre le IIIe siècle et le Ier siècle av. J.-C. se renforcent dans ce secteur. La découverte de trois cents pièces d'or d'influence grecque indique que le secteur a des liens avec la civilisation hellénistique, mais il est difficile de savoir quel roi est responsable du secteur. En effet, les tétradrachmes athéniens d'époque classique, qui présentent à l'avers une tête d'Athéna casquée et au revers une chouette avec les lettres grecques A-th-e (Alpha-théta-epsilon), sont facilement imitables et ne donnent aucun indice sur le souverain en place dans la région. Il est possible que ces pièces aient été frappées sur place et non pas importées lors d'échanges avec d'autres royaumes.

#### Période nabatéenne
L'arrivée des Nabatéens dans la région date du milieu du Ier siècle av. J.-C. Le royaume nabatéen, en pleine expansion, cherche alors à sécuriser sa frontière sud et à accéder aux ports de la mer Rouge dans le cadre des routes commerciales développées à cette époque. Il espère aussi contrôler la voie commerciale terrestre, et Hégra devient la plaque tournante de ces échanges. Les Nabatéens, dotés d'une organisation militaire et administrative, contrôlent facilement cette région.
L'expansion de la cité de Hégra commence et de nouveaux quartiers sont créés à l'est du ouadi. Un grand sanctuaire urbain se développe sur une butte rocheuse, et des maisons en briques crues sont remplacées par des maisons en pierre. Un plan de développement de la ville prend forme, mais il ne semble pas avoir été respecté sur l'ensemble du terrain. Ce projet semble soutenu par Arétas IV, au vu du nombre de pièces de monnaie retrouvées sur le site et portant l'inscription "Hijrâ". Un rempart en briques crues est construit vers la fin du Ier siècle av. J.-C. C'est pendant cette période que la spectaculaire nécropole rupestre est aménagée, tandis que les confréries religieuses se multiplient au sein de la cité. Hégra devient une ville de province à l'image de la capitale, Pétra. Afin de gérer la ville, un stratège assure l'administration de la région jusqu'à l'annexion romaine en 106 après J.-C.

#### Période romaine
En 106, à la suite du décès du dernier roi nabatéen Rabbel II, le sénateur romain Cornelius Palma pénètre avec ses troupes dans le pays. Le royaume devient alors une province romaine. Néanmoins, la découverte d'une inscription dans le Jabal Ithlib mentionnant le nom d'un roi postérieur au dernier roi indique la subsistance d'un pouvoir nabatéen. Ce n'est que cinq ans plus tard que les romains annoncent l'annexion du royaume.
La ville se transforme peu pendant la période romaine. En effet, elle est complètement excentrée vis à vis de Bosra, nouvelle capitale de cette province, et accessible uniquement par voie terrestre. Seul un fort où stationne la IIIe Légion cyrénaïque est construit, et le rempart réaménagé côté sud-est pour les besoins des Romains. La ville a désormais une vocation militaire, mais la culture reste nabatéenne. Elle demeure sous domination romaine jusqu'aux années 360, puis des chefs arabes sont désignés par les Romains pour gouverner. Contrairement au site de Pétra où des églises sont construites, aucune présence chrétienne n'est avérée à Hégra.

### Moyen Age
Le site est quasiment inoccupé pendant la période islamique, les habitants ayant migré à Al-'Ula, plus facile à défendre. Seules quelques inscriptions gravées sur des tombes montrent que la région passe sous domination islamique. Le site devient alors une simple étape du pèlerinage à la Mecque.

### Epoque moderne
Un fort ottoman est construit pour contrôler la région entre 1744 et 1757. Au début du XXe siècle, la plaine de Madâin Sâlih connaît un nouveau regain d'attractivité, avec la construction en 1907 du chemin de fer du Hedjaz par les Ottomans et les Allemands . Elle est alors une escale obligée pour les pèlerins musulmans faisant le hajj, qui partent de Damas ou d'autres lieux au nord. Ce chemin de fer est détruit et abandonné au cours de la Première Guerre mondiale.
À la suite de fouilles archéologiques, la zone est devenue un site touristique.

## Architecture

### Généralités

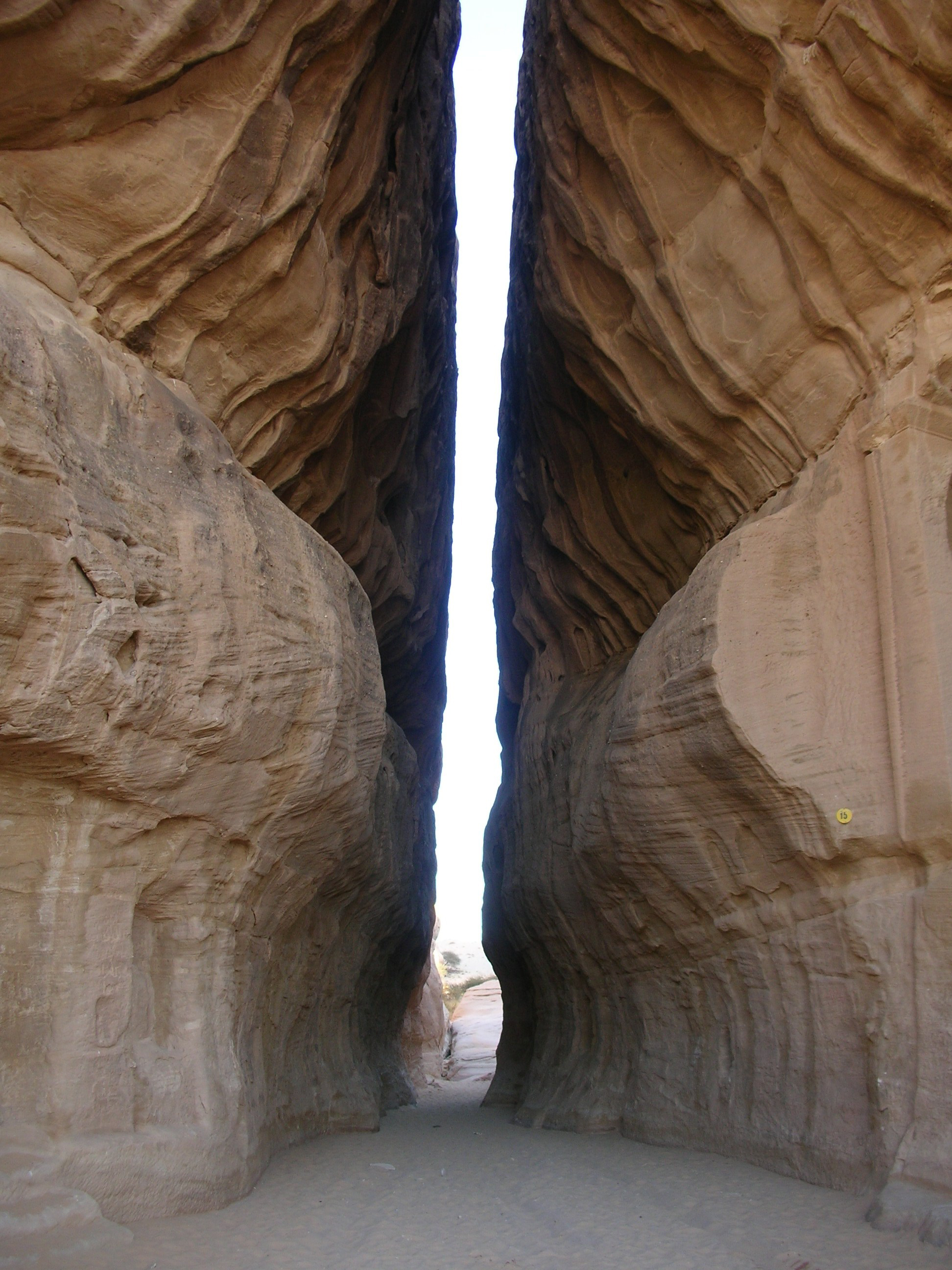
Site archéologique de Al Hijr.
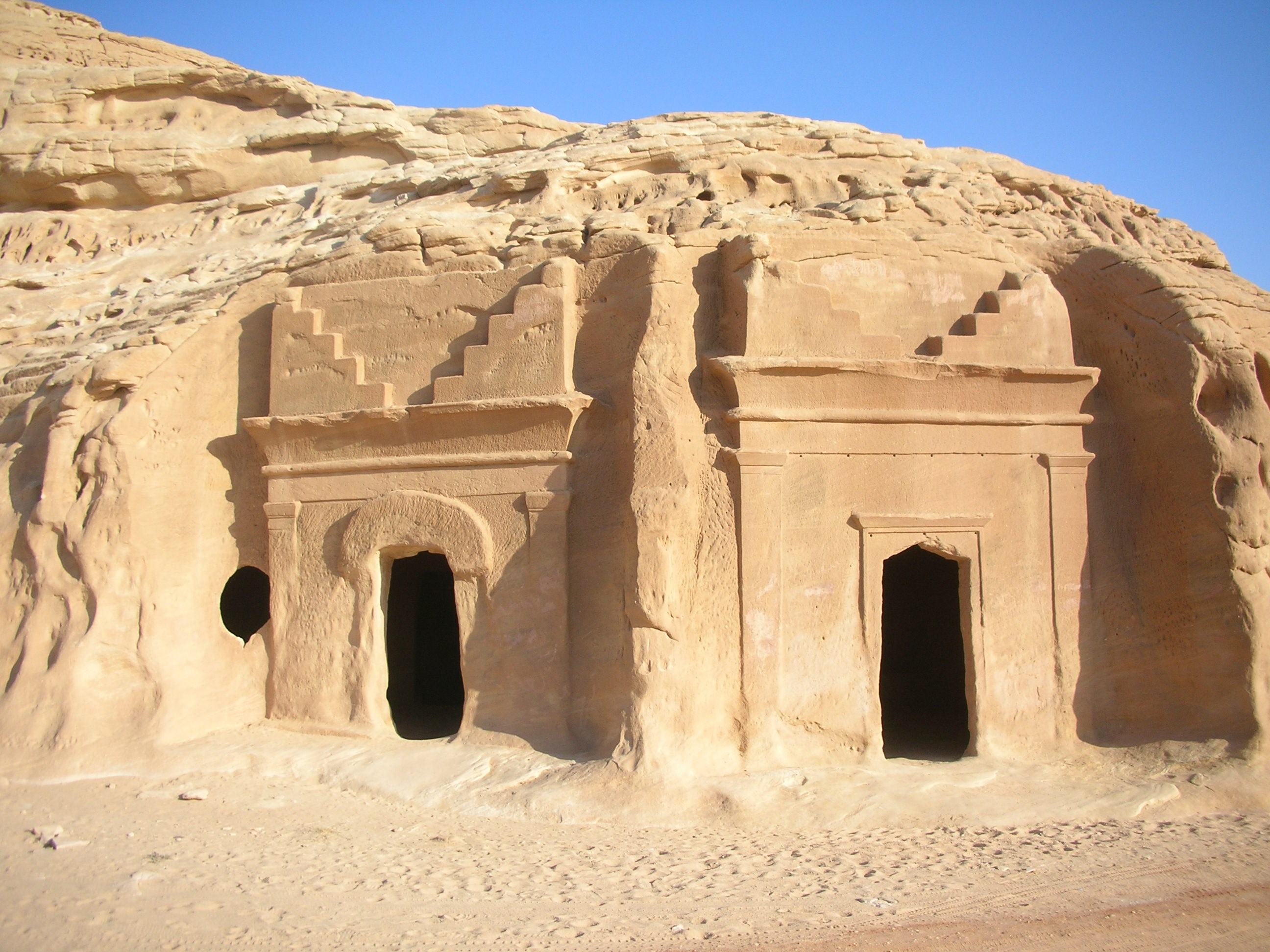
Site archéologique de Al-Hijr.
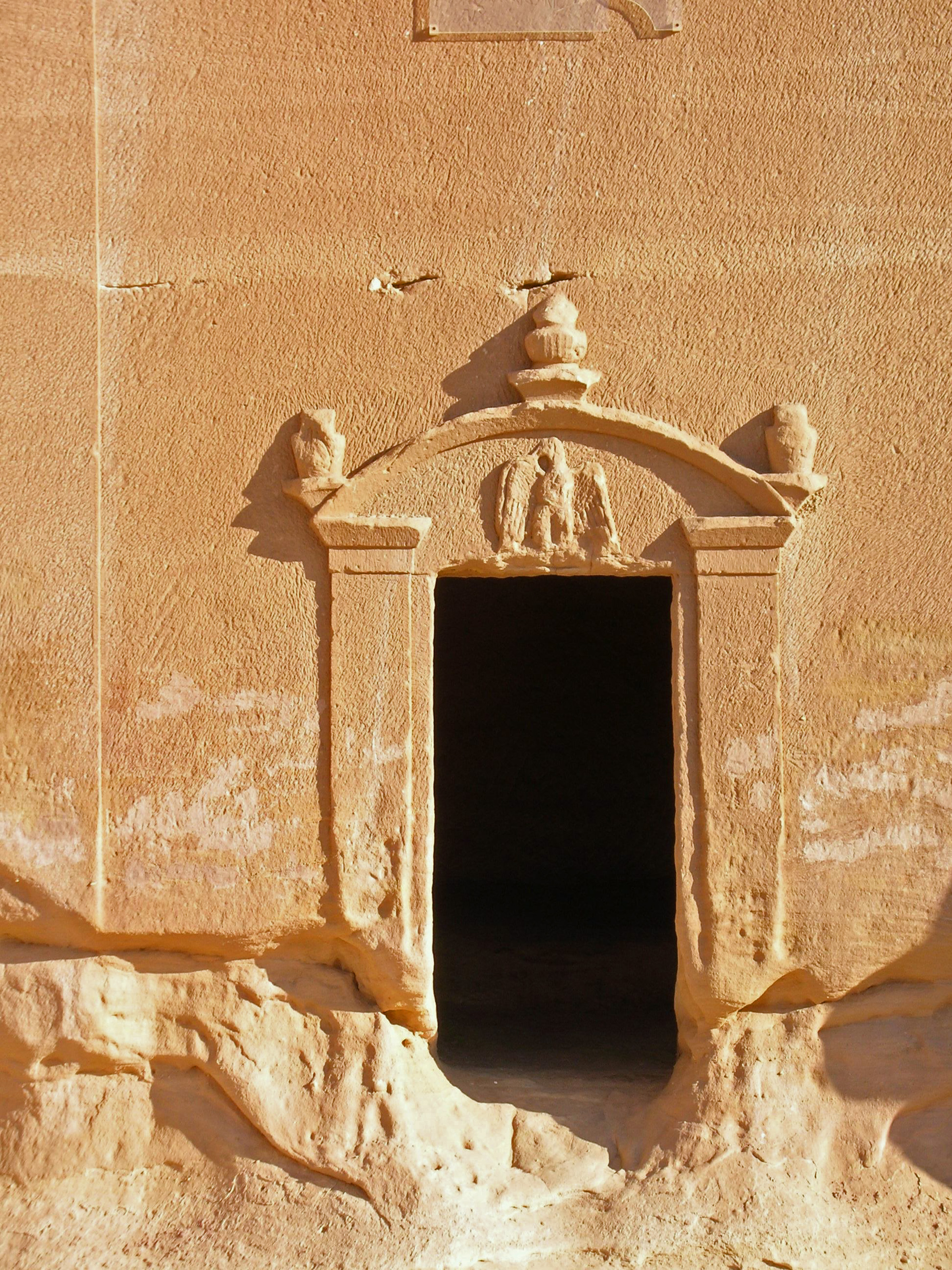
Site archéologique de Al-Hijr.

Comme Pétra, il s'agit d'une grande ville pour l'époque, qui possède des places, des rues et un important réseau d'irrigation pour les terres agricoles des alentours, ainsi que des aqueducs et des puits amenant l'eau à la ville. Elle servait peut-être aussi de poste militaire, étant à 20 km au nord du royaume de Dédân.
Environ 130 tombes rupestres à façades monumentales sont creusées sur le modèle de celles de Pétra, majoritairement sous le règne du roi Arétas IV (9 av. J.C. - 40 apr. J.-C.). La technique de taille a été reconstituée, les tailleurs commençant par le haut. A la différence de Pétra, beaucoup d'inscriptions nabatéennes accompagnant ces tombes sont gravées dans la roche, indiquant les noms des propriétaires.

## Fouilles archéologiques

### Traces historiques
Cette ville est mentionnée plusieurs fois dans le Coran. La sourate 15 notamment porte son nom : Al-Hijr. Sont aussi mentionnés le peuple qui habitait la cité, les Thamoudéens, et le prophète Sâlih qui lui a donné son nom.

### Redécouverte par les Européens auXIXesiècle
Le voyageur Jean-Louis Burkhardt (1784-1817) rapporte ces récits sur Pétra en 1811. Puis Richard Francis Burton (1853), Heinrich von Maltzan (1860), Christiaan Snouck (1885) et William Palgrave le visitèrent à leur tour. En 1888, Charles Montagu Doughty publie ses Travels in Arabia Deserta, un récit des voyages qu'il effectua en 1876 à Tayma, Madâin Sâlih, Khaybar, Haïl, Bereida, Aneiza et Taëf.

### Fouilles auXXesiècle
Au XXe siècle, les premiers voyageurs européens à avoir documenté leurs visites à Hégra sont Antonin Jaussen et Raphaël Savignac, des frères dominicains et archéologues basés à Jérusalem. Ils explorèrent la ville de 1907 à 1910 et écrivirent un livre détaillant leurs découvertes, titré Mission archéologique en Arabie. Ils datent les inscriptions sur les tombes du Ier siècle, les plus raffinées étant celles du règne du roi nabatéen Arétas IV (de l'an 9 av. J.-C. à l'an 40).

### Fouilles franco-saoudiennes auXXIesiècle
Depuis 2001, des fouilles ont permis de trouver de petits monuments inédits, isolés ou groupés et dispersés. Les chercheurs ont essayé de comprendre les pratiques cultuelles des anciens Nabatéens.
Le site est étudié depuis le début des années 2000 par une mission archéologique franco-saoudienne, co-dirigée par Dhaifallah al-Talhi et Laïla Nehmé, chercheuse au CNRS,. Tous les tombeaux rupestres pillés dans l'Antiquité ont été fouillés. Un seul tombeau inviolé a été découvert, permettant d'étudier plus précisément les rites funéraires des Nabatéens. Dans la ville d'Al-'Ula, au sud du site, les fouilles ont porté sur des secteurs d'habitations, un sanctuaire au centre de la ville, une porte fortifiée et un fort d'époque romaine dans le sud de la ville.
Parmi les monuments récemment découverts, un sanctuaire rupestre, le Qasr al-Ajuz, au sud-ouest de Jabal Ithlib (al-Hijr), se compose d'une salle creusée dans une colline et garnie de niches à bétyles. Au sommet, des vestiges inédits ont été découverts, dont 11 niches horizontales creusées dans la roche qui devaient être des autels pour bétyles. À cet endroit se trouvent également des fosses peu profondes : cupules et petits canaux, certainement des lieux de sacrifice.
L'ensemble forme une voie processionnelle miniature où les adorateurs se réunissaient d'après les chercheurs. Ces derniers concluent que l'intérieur est un haram, un lieu sacré à accès restreint. À la différence de Pétra, ce sanctuaire est un centre cultuel des thiases, dont l'espace limité était partagé entre différentes divinités . Quelques rares exemples d'autres sanctuaires pré-islamiques à ciel ouvert ont également été découverts dans le Sinaï et le Néguev, confirmant la persistance dans ces régions isolées de cultes païens jusqu'au début de l'Islam. Le mihrab se serait ainsi substitué au bétyle.
De nombreuses inscriptions antiques ont été retrouvées : inscriptions lihyanites (les plus anciennes datant des derniers siècles avant J.-C.), nabatéennes (datant du Ier siècle, époque durant laquelle la cité faisait partie du royaume nabatéen), grecques et latines (des IIe et IIIe siècles, époque durant laquelle la cité faisait partie de l'Empire romain).

## Tourisme
L'aéroport Al-'Ula est ouvert depuis fin 2010 (auparavant les aéroports les plus proches étaient Haïl et Al Wajh). L'accès au site, implanté à 23 km au Nord d'Al-'Ula, se fait par la route 70, en suivant la direction signalée par "Antiquités". Une autorisation d'accès est nécessaire, à faire établir par une agence ou un hôtel, et à présenter sur le site avec un passeport et un visa.

## Attentat du 26 février 2007
Le 26 février 2007, un groupe d'expatriés français revenant du site archéologique est attaqué par des hommes affiliés à Al-Qaïda. Les terroristes ouvrent le feu et abattent trois personnes. Une quatrième, un adolescent, décède le lendemain de ses blessures. Pour ce crime, deux Saoudiens ont été exécutés en 2014.

### Documentaire
- [vidéo] Hegra : sur les traces des Nabatéens. Série Enquêtes archéologiques, France, 2016. Arte France sur Dailymotion